# 圣保罗 (瓦兹省)
圣保罗（法語：Saint-Paul，法語發音：[sɛ̃ pɔl] ⓘ）是法国瓦兹省的一个市镇，属于博韦区。

## 地理
圣保罗（49°25'45"N, 2°0'25"E）面积9.52 平方千米，位于法国上法蘭西大區瓦兹省，该省份为法国北部内陆省份，北起索姆省，西接厄尔省和滨海塞纳省，南至塞纳-马恩省和瓦兹河谷省，东临埃纳省。
与圣保罗接壤的市镇（或旧市镇、城区）包括：关库尔、拉沙佩勒欧波、勒蒙圣阿德里安、布赖地区翁、兰维莱尔、圣日耳曼拉波特里、维莱圣巴泰勒米。

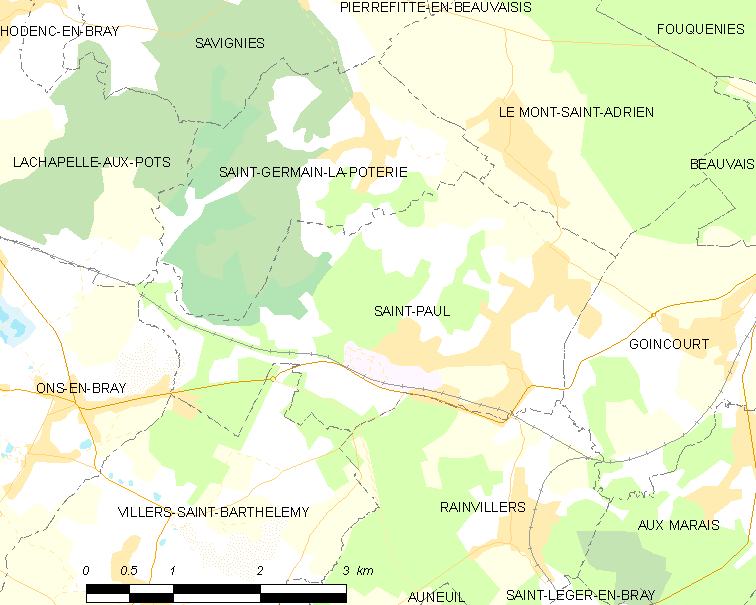
的OSM定位图

圣保罗的时区为UTC+01:00、UTC+02:00（夏令时）。

## 行政
圣保罗的邮政编码为60650，INSEE市镇编码为60591。

## 政治
圣保罗所属的省级选区为博韦第二县。

## 人口

1962-2008年间人口变化图示

圣保罗于2022年1月1日时的人口数量为1612人。